# Bactrocera bimaculata
Bactrocera bimaculata är en tvåvingeart som beskrevs av Drew och Albany Hancock 1994. Bactrocera bimaculata ingår i släktet Bactrocera och familjen borrflugor. Inga underarter finns listade.